# Промисловість Чилі

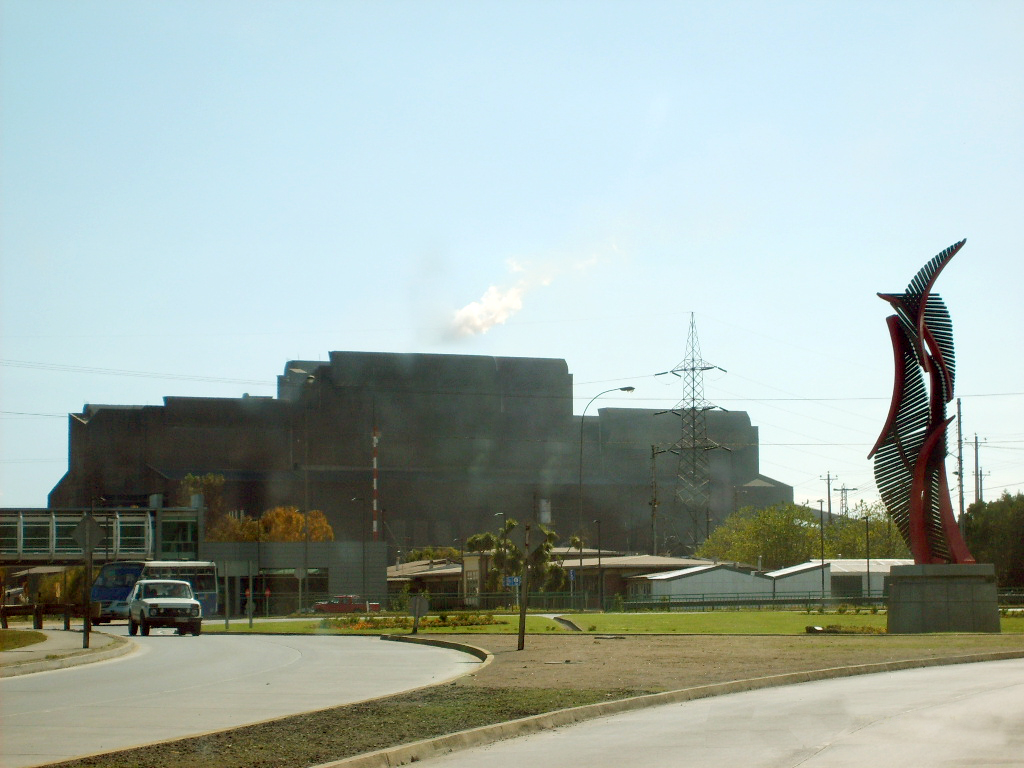
Металургійний завод у Талькауано

Чилі — індустріально-аграрна країна. Провідне місце в економіці належить індустріальному сектору, частка якого у виробництві ВВП країни перевищує 46%.
Головна галузь промисловості — кольорова металургія, основний район якої розташований у північній частині країни. Виробництво міді становить понад 900 тис. т на рік. На півночі діють також великі залізорудні підприємства. 
Основний промисловий центр — Столичний Регіон Сантьяго, де розташовано багато міст із різноманітною промисловістю.

## Гірничодобувна промисловість
Структура гірничодобувної промисловості Чилі в кінці ХХ ст. була така (за вартістю, %): гірничорудна сировина – 84, паливна – 9, гірничохімічна – 5, нерудних матеріалів – 2. Понад 60% сировини видобувають підприємства компанії "Codelco", що є одним з найбільших виробників міді та молібдену в світі. Крім того, у Чилі видобувають: нафту, газ, вугілля, молібден, золото, срібло, залізні руди, йод, селітру, літій та ін. Близько 60% прямих іноземних інвестицій в економіку Чилі зосереджено в гірничодобувній промисловості. Близько 90% її продукції йде на експорт. Основні ринки збуту – США, Західна Європа, Японія.